# Серьожа Вълков
Серьожа Иванов Вълков е български запасен офицер, член и заслужил краевед на Съюза на краеведите в България, общественик, любител изобретател, фотограф и видеооператор.
Инициатор е за учредяване на музейна сбирка в Брусарци през 2000 г. (гласувана от Общинския съвет).

## Биография
Роден е в с. (дн. град) Брусарци на 5 май 1967 г. като 3-то дете в семейството на Тодорка Борисова Найденова (1933 – 2011 г.) и Иван Вълков Найденов (1932 – 2013 г.).
Основно образование и І степен на Учебно-професионалния комплекс (УПК, до Х клас включително) завършва през 1984 г. в Единното средно политехническо училище „Христо Ботев“ в Брусарци, а ІІ и ІІІ степен на УПК – в Средното професионално-техническо училище по автотранспорт „Замфир Попов“ в Михайловград със специалности Автомобилен монтьор и професионален шофьор категория „С“ през 1985 г.
След отбиване на редовната си военна служба (1985 – 1987) се обучава в Школата за подготовка на запасни офицери „Гоце Делчев“ във Враца по специалност Началник-служба „Гориво-смазочни материали“ на полк и получава офицерско звание през 1988 г.
Работа
Работи като шофьор и автомобилен монтьор в автобаза Брусарци на Държавното автомобилно предприятие „Товарни превози“ в Лом в периода 1985 – 1990 г. (с изключение на времето на редовната му военна служба).
През 1990 г. завършва курс за стрелочник в системата на „Български държавни железници“ (БДЖ) в железопътна школа за подготовка и повишаване квалификацията на кадрите, гара Лакатник. През 1994 г., без откъсване от работа, завършва преквалификационен курс за прелезопазач в системата на същата фирма.
През 2000 г. завършва курс за професионален шофьор, категории „D“ и „E“, и курс за професионална специализация по професия „Оператор на компютър“.
От 1990 г. (с петмесечно прекъсване поради съкращение в края на 2000 г. и началото на 2001 г.) работи в системата на БДЖ (а след реформата през 2001 г. – в Национална компания „Железопътна инфраструктура“, която от 2009 г. става Държавно предприятие „НКЖИ“) – в железопътните гари Брусарци (1990 – 2000 г.), Подуене-разпределителна (2001 – 2003 г.) и отново Брусарци (2003 г. и в настоящия момент).
През 2013 г. е избран за представител (пълномощник) на служителите на гара Брусарци, който да ги представлява в събранието на представителите (пълномощниците) от Управление на движението на влаковете и гаровата дейност София, което представителство продължава и в настоящия момент. Самоук фотограф и видеооператор.
Общественик
През 1997 г. е избран за председател на учреденото в Брусарци поделение на Съюза на офицерите и сержантите от запаса, което остава само на книга.
С краеведска дейност се занимава от 2000 г. През 2000 г. е инициатор за учредяване на музейна сбирка в Брусарци, гласувана от Общинския съвет. Изследва историята на родното си място и родния си край. Извършва събирателска дейност за фонда на музейната сбирка. Член е на „Съюза на краеведите в България“, дружество Монтана, от 2003 г.
На 9 септември 2015 г. е избран за председател на новоучредената общинска организация на политическа партия Вътрешна македонска революционна организация – Българско национално движение (ВМРО-БНД), гр. Брусарци. Делегат на VІ-я (17 април 2016 г.) и VІІ-я (23 март 2019 г.) редовен конгрес на  ВМРО-БНД в гр. София. Делегат на областна конференция (27 юли 2019 г.) на ВМРО-БНД в гр. Монтана. На 10 февруари 2021 г. подава оставка като председател на общинската организация на ВМРО-БНД, гр. Брусарци и оставка от редовете на партията, с което се слага край на общинската организация.
На 28 януари 2016 г. е избран за председател на новоучредения общински комитет „Васил Левски“ в Брусарци. На 10 януари 2023 г. подава оставка като председател на общинската организация на Общобългарския комитет „Васил Левски“, гр. Брусарци и оставка от редовете на комитета, с което се слага край на общинската организация.
На 27 март 2018 г. представя документи в Държавен архив (ДА) Монтана за утвърдения на 28 март 2018 г. архивен фонд № 1597 със 17 архивни единици на Общинския комитет „Васил Левски“, Брусарци. На 21 февруари 2024 г. предоставя всички налични документи на Общинския комитет „Васил Левски“, от които са образувани още 5 архивни единици.
На 27 март 2018 г. представя документи в ДА Монтана за утвърдения на 30 октомври 2018 г. архивен фонд № 1603 с 23 архивни единици на Общинска организация на „ВМРО-БНД“, гр. Брусарци. На 21 февруари 2024 г. предоставя всички налични документи на Общинската организация на „ВМРО-БНД“, от които са образувани още 9 архивни единици.
На 13 юни 2018 г. в ДА Монтана е утвърден архивен фонд 1600 на Вълков, Серьожа Иванов (1967 г. – ), който съдържа: автобиография (206 стр. формат „А4“), разпечатана на хартиен носител, придружена с 332 лични снимки, разпечатани на хартиен носител и подредени в два фотоалбума, няколко оригинални лични документа, 428 файла с копия на лични документи, разпечатани на хартиен носител (фотохартия или хартия за ксерокс), дигитални копия на целия личен архив, 5 DVD диска с 3845 електронни лични снимки, снимани след 9 юли 2008 г., 8 бр. 50-гигабайтови Blu-ray диска със 172 лични видеозаписа, 1 CD диск с всички публикации и книги до момента в PDF формат, 4 DVD диска с 2807 електронни снимки от 27 обществени събития и 47 DVD диска със 76 видеозаписа от обществени събития. След излизането от печат на 26 февруари 2019 г. на книгата „Моята автобиография. Част първа. До 2018 г. включително. Видин, 2019 г., с. 392“ (ISBN 978-954-25-0340-8) предоставя и екземпляр от нея.
На 21 януари 2019 г. предоставя документи в архива на Института за етнография и фолклористика с Етнографски музей (АИЕФЕМ), София, които съдържат:  автобиография (206 стр. формат „А4“), разпечатана на хартиен носител, дигитални копия на целия личен архив, 5 DVD диска с 3845 електронни лични снимки, снимани след 9 юли 2008 г., 8 бр. 50-гигабайтови Blu-ray диска със 172 лични видеозаписа, 1 CD диск с всички публикации и книги до момента в PDF формат, 4 DVD диска с 2807 електронни снимки от 27 обществени събития и 47 DVD диска със 76 видеозаписа от обществени събития. След излизането от печат на 26 февруари 2019 г. на книгата „Моята автобиография. Част първа. До 2018 г. включително. Видин, 2019 г., с. 392“ (ISBN 978-954-25-0340-8) предоставя и екземпляр от нея. До момента автобиографията (206 стр. формат „А4“), разпечатана на хартиен носител и CD диска с всички публикации и книги до момента в PDF формат са заведени като архивна единица 1088 – ІІІ, а останалите документи чакат да бъдат обработени.
От 14 февруари 2019 г. е редактор в Wikipedia.
Изобретател
Като любител-изобретател през 1984 – 1985 г. направил зарядно за автомобилни акумулатори, но с повече възможности от предлаганите зарядни в търговската мрежа с изводи за: 6-волтови консуматори, за 9 V (за зареждане на 6-волтови акумулатори), за 12-волтови консуматори, за 18 V (за зареждане на 12-волтови акумулатори) и за 24-волтови консуматори, и сила на зарядния ток 5 А. Към дясната странична страна на зарядното е прикачен реостат и свързан със зарядното за намаляване силата на тока, защото колкото е по-малък зарядният ток, толкова е по-добре за възстановяването на акумулатора (фиг. 1). През 2017 г. довършва работата по преработката на лек автомобил „Трабант“ в машина, подобна на мотофрезите (фиг. 2), която през същата година преработва (фиг. 3), а задната част от купето на „Трабант“-та прави на пътническо ремарке, наречено „рикша“ (фиг. 4). През същата 2017 г. довършва и товарна велотриколка (фиг. 5). През 2018 г. превръща закупена от търговската мрежа мотофреза в малко камионче с волан, наречено „Мотофреза-камионче“ (фиг. 6 – фиг. 8) и ремарке за него с размери на коша 1х3 м (фиг. 9). През месец юли 2022 г. преработва „Мотофрезата-камионче“ (фиг. 10 – фиг. 12) и ремаркето 1х3 м (фиг. 13). На 24 февруари 2022 г. завършва работата по превръщането на закупена от търговската мрежа мотофреза в „Мотофреза за транспорт“ с волан, т.е. вместо товарен кош има три седалки за пътници (фиг. 14 – фиг. 16) и теглич за ремаркето с размери на коша 1х3м, както и за други ремаркета. На 19 юни 2023 г. завършва работата по направата на двоен велосипед (фиг. 17).На 26 юли 2024 г. завършва работата по направата на седалка-ремарке за велосипед (фиг. 18).
- Фиг. 1. Зарядно за акумулатори.
- Фиг. 2. Машина, подобна на мотофрезите – вариант 1.
- Фиг. 3. Машина, подобна на мотофрезите – вариант 2.
- Фиг. 4. Рикша.
- Фиг. 5. Товарна велотриколка.
- Фиг. 6. Мотофреза-камионче – изглед отляво, вариант 1.
- Фиг. 7. Мотофреза-камионче – изглед отдясно, вариант 1.
- Фиг. 8. Мотофреза-камионче – изглед отпред и отзад, вариант 1.
- Фиг. 9. Ремарке 1х3 м – вариант 1.
- Фиг. 10. Мотофреза-камионче – изглед отляво, вариант 2.
- Фиг. 11. Мотофреза-камионче – изглед отдясно, вариант 2.
- Фиг. 12. Мотофреза-камионче – изглед отпред и отзад, вариант 2.
- Фиг. 13. Ремарке 1х3 м – вариант 2.
- Фиг. 14. Мотофреза  за транспорт – изглед отляво.
- Фиг. 15. Мотофреза  за транспорт – изглед отдясно.
- Фиг. 16. Мотофреза  за транспорт – изглед отпред и отзад.
- Фиг. 17. Двоен велосипед.
- Фиг. 18. Седалка-ремарке за велосипед.

## Творчество
- Въстанието от 1850 г. и село Гаговица (дн. гр. Брусарци). // Военноисторически сборник. № 3. София, 2007 г., с. 18 – 26. ISSN 0204-4080.
- Освобождението на село Брусарци от Османско иго през 1877 – 1878 година. // Годишник на военна академия „Георги Стойков Раковски“. Център „Военноисторически изследвания“. София, 2007 г., с. 55 – 59. ISSN 1312-2975.
- История на град Брусарци. Том първи. Брусарското землище от древността до Руско-турската освободителна война 1877/1878 г. Брусарци, 2011 г., с. 548, в PDF формат на електронен носител – CD. ISBN 978-954-9966-63-3.
- Фрагменти от „История на град Брусарци“. // Вестник „Слово плюс“. Г. ХVІІ, бр. 19/31.V.–6.VІ.2012 г., с. 5. Част І.
- Фрагменти от „История на град Брусарци“. // Вестник „Слово плюс“. Г. ХVІІ, бр. 20/7.VІ.–13.VІ.2012 г., с. 5. Част ІІ.
- Държавен архив – Монтана през погледа на един читател. // Вестник „50 години Държавен архив Монтана. Юбилейно издание“. Октомври, 2013 г., с. 4.
- История на град Брусарци. Том първи. Брусарското землище от древността до Руско-турската освободителна война 1877/1878 г. Велико Търново, 2014 г., с 552. ISBN 978-954-400-984-7.
- История на град Брусарци. Том втори. От 1878 г. до 9 септември 1944 г. Брусарци, 2014 г., с. 740, в PDF формат на електронен носител – CD. ISBN 978-954-9966-64-0.
- История на град Брусарци. Том втори. От 1878 г. до 9 септември 1944 г. Велико Търново, 2016 г., с. 740. ISBN 978-619-00-0471-4.
- Моята автобиография. Част първа. До 2018 г. включително. Видин, 2019 г., с. 392. ISBN 978-954-25-0340-8.
- История на град Брусарци. Том трети. Част първа. От 9 септември 1944 г. до 10 ноември 1989 г. Брусарци, 2023 г., с. 572, в PDF формат на електронен носител – CD. ISBN 978-619-92411-0-3.
- История на град Брусарци. Том трети. Част втора. От 9 септември 1944 г. до 10 ноември 1989 г. Брусарци, 2023 г., с. 586, в PDF формат на електронен носител – CD. ISBN 978-619-92411-1-0.
- История на град Брусарци. Том трети. Част първа. От 9 септември 1944 г. до 10 ноември 1989 г. Велико Търново, 2024 г., с. 572. ISBN 978-619-00-1777-6.
- История на град Брусарци. Том трети. Част втора. От 9 септември 1944 г. до 10 ноември 1989 г. Велико Търново, 2024 г., с. 590. ISBN 978-619-00-1778-3.
- История на град Брусарци. Том четвърти. От 10 ноември 1989 г. до 2034 г. включително, ръкопис.
- Моята автобиография. Част втора. От 2019 г. до 2024 г. включително, ръкопис.
- Двадесет и едно участия с доклади на съответните самостоятелни краеведски четения на Дружеството на краеведите в град Монтана, които предстоят да бъдат отпечатани в следващите томове на „ХРОНИКИ ОТ СЕВЕРОЗАПАДА“ (в архива на Серьожа Вълков и в председателя на Дружеството на краеведите в гр. Монтана):
- „Железопътната гара на град Брусарци“ в тринадесетите четения на 18.V.2006 г.
- „Брусарци и подготовката на ново въоръжено въстание през 1924 г.“ в четиринадесетите четения на 26.Х.2006 г.
- „Политическите партии в село (дн. град) Брусарци от Освобождението 1877 – 1878 г. до 9 септември 1944 г.“ в двадесет и третите четения на 17.V.2011 г.
- „Изселване на жителите на село Гаговица (дн. град Брусарци) в Русия“ в двадесет и четвъртите четения на 31.Х.2011 г.
- „Участие на Брусарци в Балканската война“ в двадесет и петите четения на 21.V.2012 г.
- „Читалищното дело в село (дн. град) Брусарци до 9 септември 1944 г.“ в двадесет и шестите четения на 1.ХІ.2012 г.
- „Детските игри в село (дн. град) Брусарци от 1878 г. до 9. ІХ. 1944 г.“ в двадесет и седмите четения на 21.V.2013 г.
- „Участието на Брусарци в Междусъюзническата война“ в двадесет и осмите четения на 30.Х.2013 г.
- „Храмът „Света Преподобна Параскева“ в гр. Брусарци“ в двадесет и деветите четения на 21.V.2014 г.
- „Военната служба на брусарчани от Освобождението до 9 септември 1944 г.“ в тридесетите четения на 30.Х.2014 г.
- „Брусарският манастир „Св. архангел Михаил“ в тридесет и първите четения на 20.V.2015 г.
- „Участието на Брусарци в Първата световна война“ в тридесет и вторите четения на 26.Х.2015 г.
- „Свещениците в Брусарци от 1846 г. до 1944 г.“ в тридесет и третите четения на 18.V.2016 г.
- „Председателите на Общинския народен съвет Брусарци (09.09.1944 – 10.10.1989 г.)“ в тридесет и четвъртите четения на 26.Х.2016 г.
- „Административно управление на община Брусарци“ в тридесет и петите четения на 18.V.2017 г.
- „Образователно дело в община Брусарци (1944 – 1989 г.) – строителни дейности“ в тридесет и шестите четения на 26.Х.2017 г.
- „Игри в детската градина в гр. Брусарци през 70-те години на ХХ век.“ в тридесет и осмите четения на 29.Х.2018 г.
- „Читалищно дело в Брусарци (1944 – 1989).“ в тридесет и деветите четения на 20.V.2019 г.
- „Известни личности от Брусарци (1944 – 2022).“ в четиридесет и петите четения на 19.V.2022 г.
- „Ремзаводът в Брусарци“ в четиридесет и шестите четения на 31.Х.2022 г.
- „Погребани обреди в гр. Брусарци (1989 – 2024)“ в петдесет и първите четения на 21.V.2025 г.

## Признание
- „Почетна грамота“ на Съюза на краеведите в България за „Активно участие в работата на Дружеството на краеведите Монтана и издадения том І върху историята на гр. Брусарци“ – 21 май 2014 г.
- Грамота „Заслужил краевед“ на Съюза на краеведите в България за „Активно участие в работата на Дружеството на краеведите в Монтана, за неговите публикации в научния печат и крупната селищна монография от два тома, посветени на историята на гр. Брусарци до 1944 г.“ – 18 май 2017 г.
- Грамота от община Брусарци „В ЗНАК НА БЛАГОДАРНОСТ ЗА ИСКРЕНОТО И ДЪЛБОКО РОДОЛЮБИЕ ПРИ НАПИСВАНЕТО НА „ИСТОРИЯ НА ГРАД БРУСАРЦИ“ – 18 август 2017 г.
- Грамота от Държавен архив, Монтана „За дарените архивни документи и в знак на признателност за щедрия и родолюбив жест“ – 8 юни 2018 г.
- Грамота от Държавен архив, Монтана „За читател на годината 2021 г.“ – 9 юни 2022 г.
- Диплом от НАРОДНО ЧИТАЛИЩЕ (НЧ) „ПРОСВЕТА – 1891“ „ЗА ПРИНОС КЪМ СЪВРЕМЕННАТА БЪЛГАРСКА ЛИТЕРАТУРА И КУЛТУРА.“ – 2 ноември 2022 г.
- Диплом от НЧ „ПРОСВЕТА – 1891“ „ЗА  АКТИВНО  УЧАСТИЕ  В МЕРОПРИЯТИЯТА  НА НЧ „ПРОСВЕТА – 1891“ ГРАД  БРУСАРЦИ  И ЗА ПРИНОС  КЪМ  РАЗВИТИЕТО  НА МЕСТНАТА  КУЛТУРНА  ДЕЙНОСТ  И ТРАДИЦИИ“ – 18 август 2023 г.

- Грамота – 21 май 2014 г.
- Грамота – 18 май 2017 г.
- Грамота – 18 август 2017 г.
- Грамота – 8 юни 2018 г.
- Грамота – 9 юни 2022 г.
- Диплом – 2 ноември 2022 г.
- Диплом – 18 август 2023 г.